# Świątki, Szczecinecki
Świątki [ˈɕfjɔntki] (trước đây là Marientron của Đức) là một phần của thị trấn Szczecinek, Zachodniopomorskie. Nó nằm khoảng 142 km (88 mi)     về phía đông của thủ đô khu vực Szczecin.